# 302
302 (CCCII na numeração romana) foi um ano comum do século V do Calendário Juliano, da Era de Cristo, teve início a uma quinta-feira  e terminou também a uma quinta-feira, a sua letra dominical foi D (53 semanas)
| Ano completo                        |
| ----------------------------------- |
| Ano comum com início à quinta-feira |

## Acontecimentos
- Diocleciano começa a publicar leis contra os cristãos.
- O xá do Império Sassânida, Hormisda II sucede a Narses.
- Gregório, o Iluminador é consagrado católico de todos os armênios por Leôncio de Cesareia.